# Masny
Masny település Franciaországban, Nord megyében. Lakosainak száma 4028 fő (2022. január 1.). Masny Pecquencourt, Auberchicourt, Écaillon, Erchin, Lewarde, Loffre, Monchecourt és Montigny-en-Ostrevent községekkel határos.

## Népesség
A település népességének változása:
| Lakosok száma | 4140 | 4121 | 4177 | 4143 | 4125 | 4109 | 4080 | 4056 | 4028 |
|               | 2013 | 2015 | 2016 | 2017 | 2018 | 2019 | 2020 | 2021 | 2022 |